# James Bradford
James Bradford (n. 1 noiembrie 1928, Washington, D.C., District of Columbia, SUA – d. 13 septembrie 2013, Silver Spring⁠(d), comitatul Montgomery, Maryland, SUA) a fost un halterofil ce a reprezentat Statele Unite ale Americii, medaliat olimpic. A participat la două ediții ale Jocurilor Olimpice (1952, 1960) în care a câștigat o medalie de argint.